# (35837) 1999 JH58
1999 JH58 (asteroide 35837) é um asteroide da cintura principal. Possui uma excentricidade de 0.16894940 e uma inclinação de 3.04958º.
Este asteroide foi descoberto no dia 10 de maio de 1999 por LINEAR em Socorro.